# 洛竜区
洛竜区（らくりゅう-く）は中華人民共和国河南省洛陽市に位置する市轄区。

## 行政区画
- 街道:開元路街道、竜門石窟街道、関林街道、太康東路街道、古城街道、科技園街道、翠雲路街道、竜門街道、学府街道、定鼎門街道、安楽街道、李楼街道、豊李街道、李村街道
- 鎮:白馬寺鎮、寇店鎮、諸葛鎮、龐村鎮、佃荘鎮

## 交通

### 鉄道
- 中国国家鉄路集団
  - 鄭西旅客専用線
    - 洛陽龍門駅

  - 焦柳線
    - 関林駅
- 洛陽軌道交通
  - 1号線
  - 2号線

### 道路
- 高速道路
  -  寧洛高速道路
  -  二広高速道路
  -  洛欒高速道路（中国語版）
- 国道
  - G208国道